# Kasetony elewacyjne
Kasetony elewacyjne – powtarzalne, lekkie formy metalowe, ukształtowane z blachy powlekanej lub aluminiowej, dające powtarzalny i regularny wzór okładzinowy na elewacjach budynku.
Zazwyczaj stanowią one zewnętrzną część elewacji wentylowanej, są mocowane do specjalnej podkonstrukcji. Ich wymiary wahają się w granicach od 30 cm do ponad 2 m, mogą mieć kształt zarówno kwadratowy jak i prostokątny.